# Javna cesta
Javna cesta je svaka cesta (površina) od općeg značenja za promet kojom se svatko može slobodno koristiti i kretati uz uvjete određene Zakon o sigurnosti prometa na cestama i koju je nadležno tijelo proglasilo javnom cestom.